# Kjetil Pedersen
Kjetil Ruthford Pedersen (født 22. maj 1973) er en norsk forsvarsspiller i fodbold, som spiller i IK Start.
Kjetil er udlejet til Mandalskameratene i den norske 1. division, hvor han både skal være spiller samt indgå i trænerteamet. Han skal derudover være bindeled mellem de to klubber han nu er tilknyttet, hvor unge lovende spillere i Mandalskameratene kommer på prøve i ligaklubben Start.
Kjetil har blandt andet spillet i den danske Superliga i Esbjerg fB, hvor det blev til 75 førsteholdskampe og 2 mål.

Klubber
- Odd Grenland
- Molde
- Skeid Fotball
- IF Elfsborg
- LASK Linz
- Esbjerg fB
- Sogndal Fotball
- IK Start
- Mandalskameratene